# مهمة الإنقاذ (فلم)
مهمة الإنقاذ هو فيلم أكشن كيني صدر عام 2021 من إخراج جيلبرت لوكاليا. تم اختياره كفيلم افتتاحي لتقديم كينيا ضمن جائزة الأوسكار لأفضل فيلم أجنبي في حفل توزيع جوائز الأوسكار الرابع والتسعون لسنة 2021/2022.

## ملخص الفيلم
استوحي الفيلم عن قصة حقيقية تستند أحداثها إلى حادثة الاختطاف الذي قامت بها حركة الشباب الإسلامية لسائحة فرنسية في كينيا عام 2011.

## أبطال العمل
- جيلبرت لوكاليا
- ملفين ألوسا
- ورسام عبدي
- عبدي يوسف
- إيمانويل موغو
- أندريو كاماو
- أبو بكر مويندا
- وسام بسجين
- أنتوني ندونغو
- بلال مورا
- جوستين ميريتشي
- أباجاه بريان
- ميليسا كيبلاغات
- بريان أوغولا
- موامبوري مول.

## الجوائز والترشيحات
| سنة  | الجوائز                            | الفئة                  | الفائزون       | النتيجة     | مراجع |
| ---- | ---------------------------------- | ---------------------- | -------------- | ----------- | ----- |
| 2021 | جوائز الأكاديمية الأفريقية للأفلام | أفضل فيلم              | مهمة الإنقاذ   | في الانتظار | [ 6 ] |
| 2021 | جوائز الأكاديمية الأفريقية للأفلام | أفضل مخرج              | جيلبرت لوكاليا | في الانتظار | [ 6 ] |
| 2021 | جوائز الأكاديمية الأفريقية للأفلام | أفضل ممثل في دور رئيسي | ملفين ألوسا    | في الانتظار | [ 6 ] |
| 2021 | جوائز الأكاديمية الأفريقية للأفلام | أفضل مكياج             | مهمة الإنقاذ   | في الانتظار | [ 6 ] |
| 2021 | جوائز الأكاديمية الأفريقية للأفلام | أفضل مونتاج            | مهمة الإنقاذ   | في الانتظار | [ 6 ] |
| 2021 | جوائز الأكاديمية الأفريقية للأفلام | أفضل مؤثرات بصرية      | مهمة الإنقاذ   | في الانتظار | [ 6 ] |

## روابط خارجية
مقالات تستعمل روابط فنية بلا صلة مع ويكي بيانات